# ألن أرفين
ألن أرفين (بالإنجليزية: Alan Irvine)‏ (12 يوليو 1958 بغلاسكو في المملكة المتحدة - ) هو مدرب كرة قدم ولاعب كرة قدم بريطاني في مركز جناح ‏. لعب مع بلاكبيرن روفرز ودندي يونايتد وكريستال بالاس ونادي إيفرتون ونادي كوينز بارك.

## وصلات خارجية
- ألن أرفين على موقع قاعدة بيانات كرة القدم.إي يو (الإنجليزية)
- ألن أرفين على موقع Soccerbase.com (مدرب) (الإنجليزية)
- ألن أرفين على موقع عالم كرة القدم.نت (الإنجليزية)